# Trachyandra ensifolia
Trachyandra ensifolia är en grästrädsväxtart som först beskrevs av Sölch, och fick sitt nu gällande namn av Helmut Roessler. Trachyandra ensifolia ingår i släktet Trachyandra och familjen grästrädsväxter.
Artens utbredningsområde är Namibia. Inga underarter finns listade i Catalogue of Life.